# Elecciones provinciales de Argentina de 2011
Las elecciones provinciales de Argentina de 2011 eligieron gobernador en 21 de las 23 provincias de la Argentina en diversas fechas del año. Las únicas excepciones son la Provincia de Santiago del Estero, cuyos ejecutivos y las elecciones legislativas fueron en el año 2013, y la Provincia de Corrientes, cuya elección de gobernador fue en el año 2013.
Hubo elecciones locales simultáneamente, mediante las cuales un número de Municipios o Partidos eligieron los funcionarios municipales (concejales), y en algunos casos, también un intendente (o equivalente).
Aunque la mayoría de las elecciones tuvieron lugar el 23 de octubre, la fecha de las elecciones generales de Argentina, cada provincia pudo definir la fecha de sus elecciones de acuerdo con la legislación provincial.

## Cronograma
| Distrito                             | Fecha                    | Gobernador             | Partido   | Partido                        | Alianza nacional | Alianza nacional          | Diputados | Senadores | Consulta popular |
| ------------------------------------ | ------------------------ | ---------------------- | --------- | ------------------------------ | ---------------- | ------------------------- | --------- | --------- | ---------------- |
| Buenos Aires (Ver detalle)           | 23 de octubre de 2011    | Daniel Scioli R        |           | Partido Justicialista          |                  | Frente para la Victoria   | 46        | 23        | No elige         |
| Ciudad de Buenos Aires (Ver detalle) | 10 de julio de 2011      | 1ª vuelta              | 1ª vuelta | 1ª vuelta                      | 1ª vuelta        | 1ª vuelta                 | 30        | No elige  | No elige         |
| Ciudad de Buenos Aires (Ver detalle) | 31 de julio de 2011      | Mauricio Macri R       |           | Propuesta Republicana          |                  | Sin alianza nacional      | No elige  | No elige  | No elige         |
| Catamarca (Ver detalle)              | 13 de marzo de 2011      | Lucía Corpacci         |           | Partido Justicialista          |                  | Frente para la Victoria   | 20        | 8         | No elige         |
| Chaco (Ver detalle)                  | 18 de septiembre de 2011 | Jorge Capitanich R     |           | Partido Justicialista          |                  | Frente para la Victoria   | 16        | No elige  | No elige         |
| Chubut (Ver detalle)                 | 20 de marzo de 2011      | Martín Buzzi           |           | Partido Justicialista          |                  | Sin alianza nacional      | 27        | No elige  | No elige         |
| Córdoba (Ver detalle)                | 7 de agosto de 2011      | José Manuel de la Sota |           | Partido Justicialista          |                  | Sin alianza nacional      | 70        | No elige  | No elige         |
| Corrientes                           | 18 de septiembre de 2011 | No elige               | 13        | 4                              | No elige         |                           |           |           |                  |
| Entre Ríos (Ver detalle)             | 23 de octubre de 2011    | Sergio Uribarri R      |           | Partido Justicialista          |                  | Frente para la Victoria   | 34        | 17        | No elige         |
| Formosa (Ver detalle)                | 23 de octubre de 2011    | Gildo Insfrán R        |           | Partido Justicialista          |                  | Frente para la Victoria   | 15        | No elige  | No elige         |
| Jujuy (Ver detalle)                  | 23 de octubre de 2011    | Eduardo Fellner        |           | Partido Justicialista          |                  | Frente para la Victoria   | 24        | No elige  | No elige         |
| La Pampa (Ver detalle)               | 23 de octubre de 2011    | Oscar Mario Jorge R    |           | Partido Justicialista          |                  | Frente para la Victoria   | 30        | No elige  | No elige         |
| La Rioja (Ver detalle)               | 29 de mayo de 2011       | Luis Beder Herrera R   |           | Partido Justicialista          |                  | Frente para la Victoria   | 19        | No elige  | No elige         |
| Mendoza (Ver detalle)                | 23 de octubre de 2011    | Francisco Pérez        |           | Partido Justicialista          |                  | Frente para la Victoria   | 24        | 19        | Sí               |
| Misiones (Ver detalle)               | 26 de junio de 2011      | Maurice Closs R        |           | Partido de la Concordia Social |                  | Sin alianza nacional      | 20        | No elige  | No elige         |
| Neuquén (Ver detalle)                | 12 de junio de 2011      | Jorge Sapag R          |           | Movimiento Popular Neuquino    |                  | Sin alianza nacional      | 35        | No elige  | No elige         |
| Río Negro (Ver detalle)              | 25 de septiembre de 2011 | Carlos Ernesto Soria   |           | Partido Justicialista          |                  | Frente para la Victoria   | 46        | No elige  | No elige         |
| Salta (Ver detalle)                  | 10 de abril de 2011      | Juan Manuel Urtubey R  |           | Partido Justicialista          |                  | Frente para la Victoria   | 30        | 11        | No elige         |
| San Juan (Ver detalle)               | 8 de mayo de 2011        | No elige               | No elige  | No elige                       | Sí               |                           |           |           |                  |
| San Juan (Ver detalle)               | 23 de octubre de 2011    | José Luis Gioja R      |           | Partido Justicialista          |                  | Frente para la Victoria   | 34        | No elige  | No elige         |
| San Luis (Ver detalle)               | 23 de octubre de 2011    | Claudio Poggi          |           | Partido Justicialista          |                  | Compromiso Federal        | 25        | 5         | Sí               |
| Santa Cruz (Ver detalle)             | 23 de octubre de 2011    | Daniel Peralta R       |           | Partido Justicialista          |                  | Frente para la Victoria   | 24        | No elige  | No elige         |
| Santa Fe (Ver detalle)               | 24 de julio de 2011      | Antonio Bonfatti       |           | Partido Socialista             |                  | Frente Amplio Progresista | 50        | 19        | No elige         |
| Tierra del Fuego (Ver detalle)       | 26 de junio de 2011      | 1ª vuelta              | 1ª vuelta | 1ª vuelta                      | 1ª vuelta        | 1ª vuelta                 | 15        | No elige  | No elige         |
| Tierra del Fuego (Ver detalle)       | 3 de julio de 2011       | Fabiana Ríos R         |           | Partido Social Patagónico      |                  | Sin alianza nacional      | No elige  | No elige  | No elige         |
| Tucumán (Ver detalle)                | 28 de agosto de 2011     | José Alperovich R      |           | Partido Justicialista          |                  | Frente para la Victoria   | 49        | No elige  | No elige         |
| R: Reelecto                          |                          |                        |           |                                |                  |                           |           |           |                  |

## Corrientes

### Cámara de Diputados
|  | 15,01 % |

|  | 7,25 % |

|  | 6,59 % |

|  | 5,80 % |

|  | 5,30 % |

|  | 1,69 % |

|  | 1,55 % |

|  | 1,48 % |

|  | 1,33 % |

|  | 1,24 % |

|  | 47,23 % |

|  | 17,41 % |

|  | 4,20 % |

|  | 2,32 % |

|  | 2,09 % |

|  | 1,97 % |

|  | 1,90 % |

|  | 1,84 % |

|  | 1,18 % |

|  | 1,16 % |

|  | 34,07 % |

|  | 3,37 % |

|  | 3,17 % |

|  | 2,77 % |

|  | 9,30 % |

|  | 1,30 % |

|  | 1,09 % |

|  | 0,74 % |

|  | 0,58 % |

|  | 3,70 % |

|  | 2,50 % |

|  | 0,67 % |

|  | 0,37 % |

|  | 0,27 % |

|  | 0,26 % |

|  | 1,57 % |

|  | 0,93 % |

|  | 0,69 % |

|  | 95,37 % |

|  | 2,89 % |

|  | 1,74 % |

|  | 100 % |

### Cámara de Senadores
|  | 15,01 % |

|  | 7,08 % |

|  | 6,02 % |

|  | 5,94 % |

|  | 5,32 % |

|  | 1,68 % |

|  | 1,54 % |

|  | 1,48 % |

|  | 1,33 % |

|  | 1,23 % |

|  | 46,64 % |

|  | 17,26 % |

|  | 4,16 % |

|  | 2,30 % |

|  | 2,07 % |

|  | 1,94 % |

|  | 1,87 % |

|  | 1,83 % |

|  | 1,18 % |

|  | 1,14 % |

|  | 33,75 % |

|  | 3,63 % |

|  | 3,48 % |

|  | 3,19 % |

|  | 10,30 % |

|  | 1,30 % |

|  | 1,11 % |

|  | 0,75 % |

|  | 0,61 % |

|  | 3,77 % |

|  | 2,51 % |

|  | 0,65 % |

|  | 0,36 % |

|  | 0,27 % |

|  | 0,25 % |

|  | 1,53 % |

|  | 0,89 % |

|  | 0,63 % |

|  | 94,67 % |

|  | 3,18 % |

|  | 2,14 % |

|  | 100 % |